# 達摩蛙
達摩蛙（學名：Pelophylax porosus）是日本特有的蛙類，可分成東京達摩蛙（P. porosus porosus）和名古屋達摩蛙（P. porosus brevipodus）兩個亞種。其种加词“Porosus”意为“多孔的”。

## 外型
雄蛙的平均大小約為3.5~6.2公分，雌蛙的平均大小則為3.7~7.3公分，幼體（即蝌蚪）體長可超過5公分。成體背部有顯著的黑色斑點，其跳躍力不好，因後肢（Hindlimb）不發達。

## 生態
達摩蛙的野生棲地為溫帶草地、河流、溼地、池塘、灌溉農田、水道等。達摩蛙的野生棲地為溫帶草地、河流、溼地、池塘、灌溉農田、水道等。其中東京達摩蛙（P. porosus porosa）分布於日本關東地方、仙台平原以及信濃川一帶，名古屋達摩蛙（P. porosus brevipodus）則分布於長野縣、近畿地方、瀨戶內地方等本州、四國的西部地區。
達摩蛙保育情況被IUCN歸類為「無危」，但目前數量有減少的趨勢，主要原因是棲地被開發、破壞與水汙染。

## 遷移
有證據顯示東京達摩蛙在1990年以前就已經侵入北海道，但其分布範圍只侷限在北海道中部的岩見澤市附近，可能原因是隨著灌溉、排水系統從低淺的水道革新至較深的河道，其配備的圍牆太高，不利達摩蛙跳躍，且排水設備的改善還限制了達摩蛙在非灌溉季節的棲地，也不利蛙群的擴散。此為非自然的人為設施限制了外來種的擴散。